# بطريركية الأقباط الكاثوليك بالإسكندرية
بطريركية الأقباط الكاثوليك بالإسكندرية هي المقرّ الحضري الوحيد للكنيسة القبطية الكاثوليكية، وهي كنيسة خاصة ذات حكم ذاتي، تابعة تمامًا للكرسي الرسولي للكنيسة الكاثوليكية. تتبع الطقس الإسكندري بلغتها القبطية. رئيس أساقفتها هو رئيس جميع الأبرشيات القبطية الكاثوليكية الموجودة في مصر وما حولها.
للبطريركية كاتدرائيتين، كلاهما في مصر: كنيسة سيدة مصر في العاصمةالقاهرة، وكاتدرائية القيامة في الإسكندرية.